# Karoline de Souza
Karoline Helena de Souza, née le 24 avril 1990 à Paranaguá au Brésil, est une handballeuse internationale brésilienne. Depuis 2014, elle évolue dans le club roumain du CS Minaur Baia Mare.

## Palmarès

### En club
compétitions internationales
- vainqueur de la Coupe des vainqueurs de coupe (C2) en 2013

compétitions nationales
- vainqueur du Championnat d'Autriche en 2013
- vainqueur de la Coupe d'Autriche en 2013

### En sélection
- Médaille d'or au championnat du monde 2013
- Médaille d'or au championnat panaméricain en 2011 et 2015
- Médaille d'or au Championnat d'Amérique du Sud et centrale 2018